# Pervillaea
Pervillaea es un género perteneciente a la familia de las apocináceas con tres especies de plantas fanerógamas. Es originario de Madagascar.

## Descripción
Son arbustos o enredaderas sufrútice con brotes densamente lanudoa, tricomas largos ondulados a rizados.  Las láminas foliares son herbáceas de 1.5-4.5 cm o 5-17 cm de largo (P. tomentosa Decne.), 0.5-2 cm o 4.12 cm de ancho (P. tomentosa), lineales a elípticas a ampliamente ovadas, basalmente cordadas a truncadas o cuneadas, el ápice agudo o truncado, a veces, apiculado, ligeramente onduladas o  revolutas, densamente lanosas;  coléteres ausentes; estípulas filiformes.
Las inflorescencias son extra-axilares, siempre una por nodo, más cortas que las hojas adyacentes, con muchas flores, condensadas; los pedúnculos densamente lanudo, los pedicelos casi obsoletos; las brácteas florales pequeñas o ausentes. Su número de cromosomas es de: 2n= 22.

## Especies seleccionadas
| - Pervillaea brevirostris Klack. - Pervillaea philipsonii - Pervillaea tomentosa Decne. |